# بوبي سولو (مغني إيطالي)
بوبي سولو (بالإنجليزية: Bobby Solo)‏ هو روبرتو ساتي المعروف باسم بوبي سولو (من مواليد 18 مارس 1945) هو مغني وموسيقي وممثل أفلام ايطالي.
شارك سولو في عام 1964، في مهرجان سانريمو الموسيقي Sanremo Music Festival بأغنية «دمعة على الوجه Una lacrima sul viso»، لكنه أصيب بالتهاب الحنجرة، ووقف على المسرح ومن خلفه شريط صوتي له playback، مما جعله غير مؤهل للفوز، وبالرغم من ان ذلك كان مخالفًا للوائح المهرجان، لكن أصبحت الأغنية نجاحًا عالميًا. كان هذا هو أول رقم قياسي لبيع أكثر من مليون نسخة في إيطاليا، وتجاوزت المبيعات العالمية ثلاثة ملايين، وتم منحه اسطوانةً ذهبيًة. فاز سولو في العام التالي في المهرجان بأغنية «إذا بكيت، إذا ضحكت Se piangi, se ridi»، وشارك بنفس الأغنية في مسابقة الأغنية الأوروبية Eurovision Song Contest وحصل على المركز الخامس. شارك سولو مرة أخرى في عام 1969 في مهرجان سان ريمو بأغنية «الغجر Zingara»، بالاشتراك مع مغنية البوب الإيطالية «إيفا زانيتشي Iva Zanicchi».
كانت أخر مشاركة له في المهرجان في عام 2003 (مع ليتل توني) Little Tony، حيث غنى «أنت لا تكبر أبدا Non si cresce mai».

## وصلات خارجية
- بوبي سولو (مغني إيطالي)
- بوبي سولو (مغني إيطالي)
- بوبي سولو (مغني إيطالي)
- بوبي سولو (مغني إيطالي)
- بوبي سولو (مغني إيطالي)